# 2011年世界青年日
第26屆世界青年日，簡稱2011馬德里世青（西班牙語：JMJ 2011 Madrid），於2011年8月16日至8月21日在西班牙首都馬德里舉行。該屆是世界青年日第13次國際級慶典，主題為「在耶穌基督內生根修建，堅定於信德」，推估約有100萬到150萬名來自世界各地的青年、青年工作者、神職人員與教會工作者參與。

## 概述
教宗本篤十六世於2008年於澳洲悉尼舉行的第23屆世界青年日閉幕感恩祭上，宣布下屆世青國際級慶典的舉辦地為馬德里。這是西班牙第二次主辦世青，上一次為1989年在西班牙北部城市聖地牙哥－德孔波斯特拉舉辦的第6屆世界青年日。

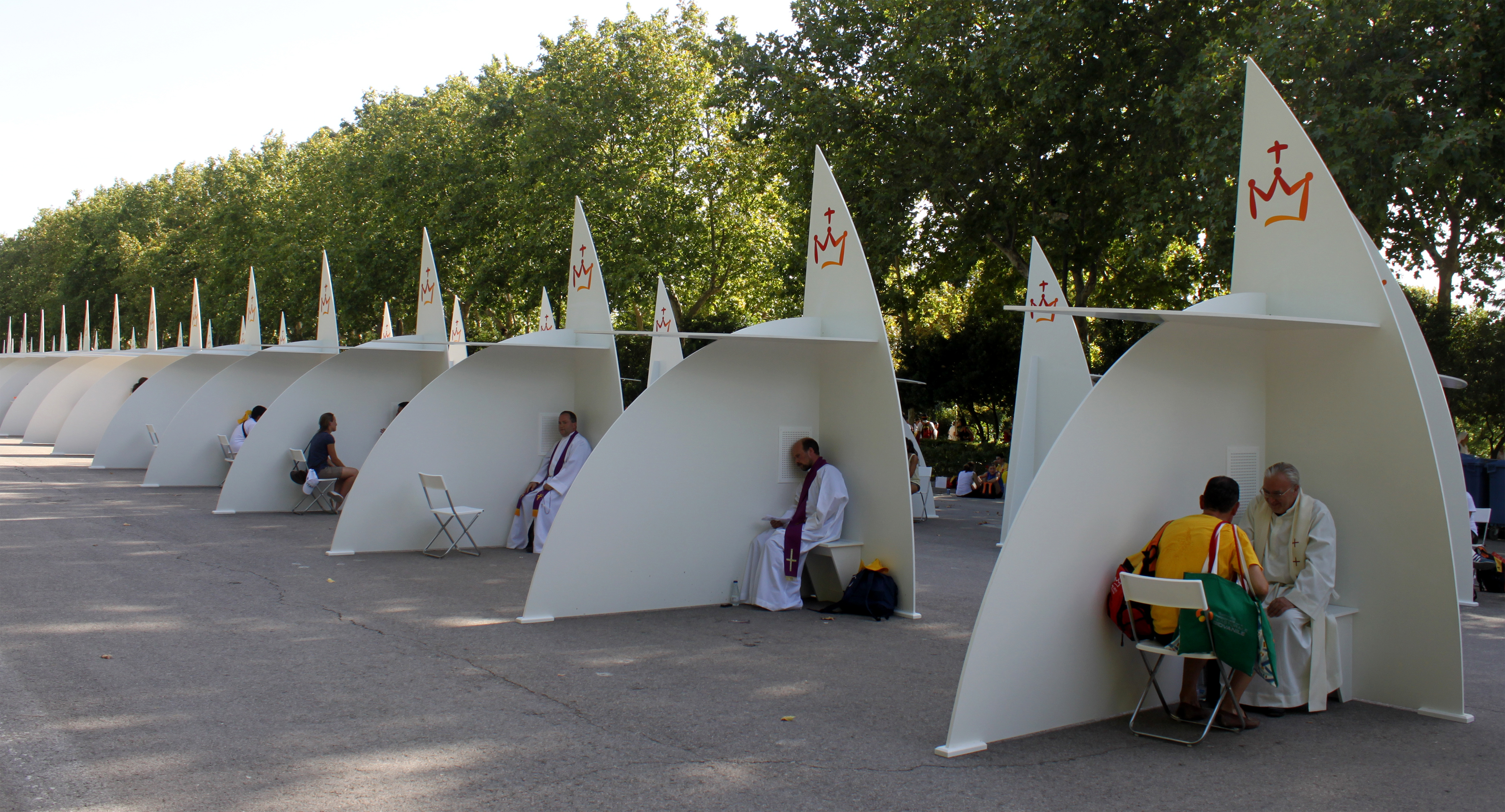
馬德里世青舉行期間，麗池公園內共設置200座告解亭以供朝聖者辦和好聖事。

### 活動內容
馬德里世青的活動安排，大致與先前屆次相同。在六天的大會行程中，開幕感恩祭、教宗歡迎儀式、苦路遊行的場地均以西貝萊斯廣場（Plaza de Cibeles）為中心，再封閉周邊道路使用。第二、三、四天（8月17日－8月19日）早上為要理講授時間，朝聖者將依語言分成小組，聆聽來自世界各地的主教所主講的教理課程，地點分布在馬德里的聖堂、學校、會議中心、體育場等。大會行程以外的時間，主辦單位安排各式「青年節慶」，分為靈修活動、以及非宗教性質的展演兩種。
教宗本篤十六世依照往年與會世青的慣例，參加馬德里世青的後四天行程（8月18日－8月21日），並同時拜訪西班牙王室、教會團體、政界與各界人士，這同時為本篤十六世就職以來第20次牧靈訪問 ，也是第3次訪問西班牙。
馬德里世青的閉幕會場位於馬德里市郊的四風機場，8月20日晚間的守夜祈禱、以及隔天（8月21日）的閉幕感恩祭均在此舉行。閉幕會場的最高與會人數在200萬人左右（媒體統計約140萬人），創下西班牙宗教集會的新紀錄。雖然四風機場占地約合48座標準足球場大，但參加的人數超過預期，故大會方面開放外圍的備用場地以容納朝聖者。許多朝聖者從馬德里市中心步行至四風機場（路程12.6公里），雖然尚有其他的大眾運輸工具可供使用。守夜祈禱由教宗主持，會場舞台上同時立有世青的象徵物「世青十字架」，但祈禱開始不久，四風機場突發強風與下雨，教宗的小瓜帽也因此被吹走，使得教宗後來必須靠身旁的輔祭在前撐傘才能繼續主持禮儀；而當晚的強風不但使守夜祈禱一度中斷，也損壞閉幕會場的部分祈禱所、以及擺放供奉聖體的帳幕，導致多數朝聖者在隔天的閉幕感恩祭上無法領聖體。

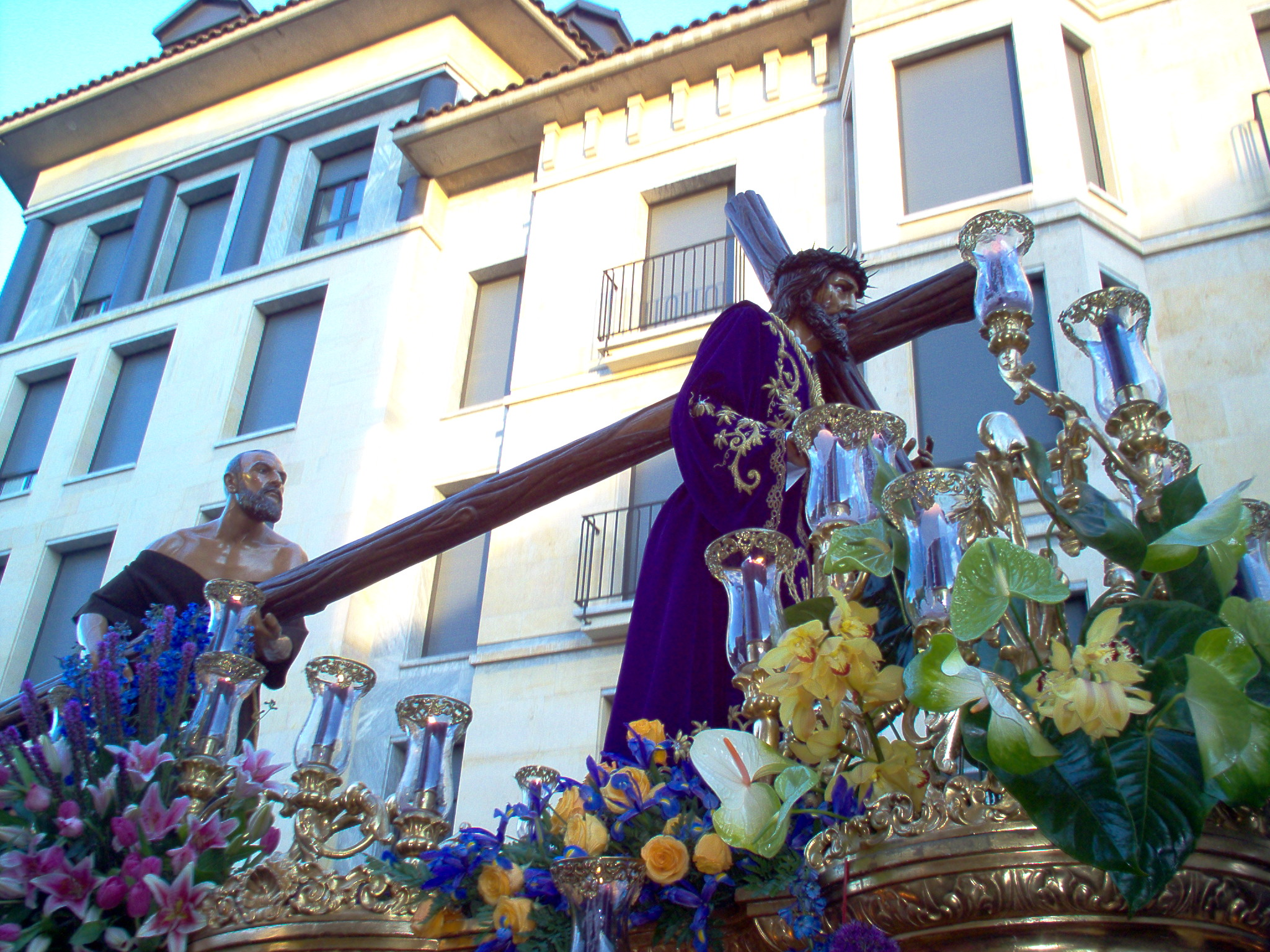
苦路遊行的聖像之一，此聖像來自萊昂的兄弟會。

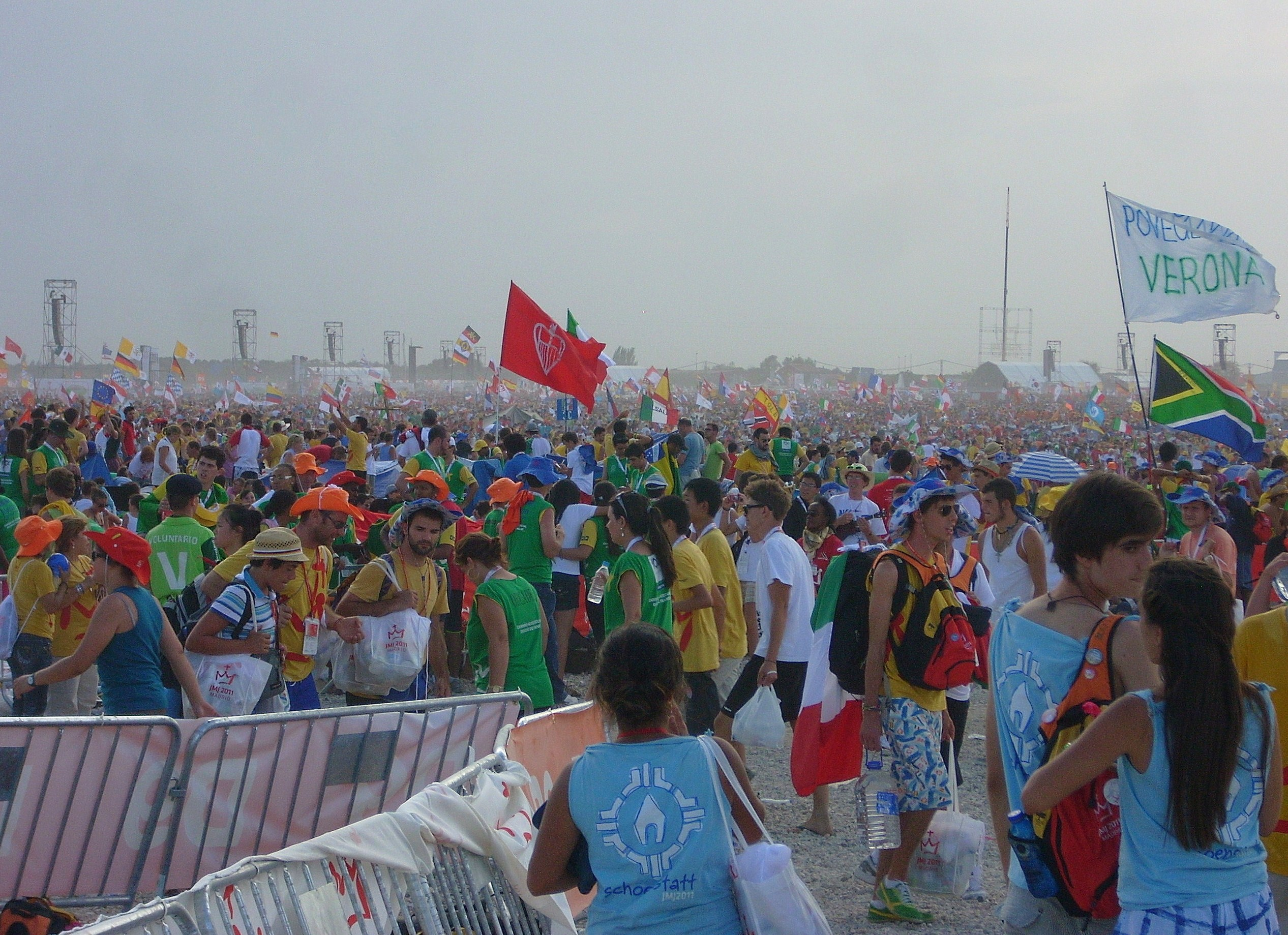
位於四風機場的閉幕會場一景。

### 主保聖人
馬德里世青的主保聖人有10位，除了聖羅撒與若望·保祿二世之外，其餘均為西班牙出身之聖人：
- 聖阿奈斯（英语：Rafael Arnáiz Barón）
- 聖方濟·沙勿略（Francisco Javier）
- 聖依塞都（英语：Isidore the Laborer）
- 聖女瑪麗亞‧卡韋薩（英语：Maria Torribia）
- 聖女大德蘭（Teresa de Ávila）
- 聖依納爵·羅耀拉（Ignacio de Loyola）
- 聖若望‧阿維拉（英语：John of Ávila）
- 聖羅撒（Rosa de Lima）
- 聖十字若望（Juan de la Cruz）
- 真福教宗若望·保祿二世（世界青年日的發起者；該屆世青舉辦前的2011年5月1日獲封為真福品）

### 主題
馬德里世青的主題是「在耶穌基督內生根修建，堅定於信德」，出自聖保祿宗徒致哥羅森人書第2章第7節。
馬德里世青的主題曲為《堅定於信德》（西班牙語：Firmes en la Fe），由作曲家亨利·巴斯克斯·卡斯特羅神父（Enrique Vázquez Castro）譜曲，馬德里總教區輔理主教凱薩·奧斯定·佛朗哥·馬丁尼茲蒙席（César Augusto Franco Martínez）作詞。主歌的七段歌詞皆由世青主題衍伸而來。

### 財務
馬德里世青的經費來源，70%來自朝聖者，其餘的30%則來自個人與各界團體的貢獻。西班牙政府對世青的安全與基礎設施投入5,000萬歐元的預算；而西班牙政府官員估計，馬德里世青的朝聖者所帶來的經濟效益達150萬歐元。

## 日程表
- 2011年8月11日至8月15日——教區日：在世青舉行前，西班牙境內超過40個教區舉辦各種活動，歡迎全世界的世青朝聖者造訪，也為將來六天的大會行程做暖身。
- 2011年8月16日（星期二）
  - 上午8:00——報到手續開始，已報名的世青朝聖者與團體領取通行證、活動用書籍、背包等物品。
  - 下午8:00——開幕感恩祭：於西贝莱斯广场與周邊道路舉行，由馬德里總主教安多尼·瑪利亞·羅烏科·巴雷拉樞機主祭，來自西班牙與世界各地的主教、神父共祭[15]。
  - 下午9:30：青年節慶
- 2011年8月17日（星期三）
  - 上午10:00：要理講授第一講
  - 下午9:00：青年節慶
- 2011年8月18日（星期四）
  - 上午10:00：要理講授第二講
  - 下午12:00：教宗本篤十六世飛抵馬德里巴拉哈斯機場，由西班牙國王胡安·卡洛斯一世、索菲婭王后伉儷親自接機[16]。
  - 下午2:40：教宗乘坐個人座車進入馬德里市區接受民眾夾道歡迎，後抵達教廷大使馆[16]。
  - 下午7:30——教宗歡迎儀式：教宗抵達獨立廣場接受馬德里市長和青年代表的歡迎，並與青年代表們一起通過阿尔卡拉门，之後在西貝萊斯廣場發表牧靈演講[16]。
  - 下午9:00：青年節慶
- 2011年8月19日（星期五）
  - 上午10:00：要理講授第三講
  - 上午11:20：教宗在埃斯科利亞爾修道院與1,600名青年修女會晤。
  - 下午12:00：教宗在埃斯科利亞爾修道院的聖老楞佐大殿與1,000名大學青年教師會晤[17]。
  - 下午7:30：苦路遊行：教宗與朝聖者們在萊克勒托大道（Paseo de Recoletos）一起拜苦路。苦路遊行使用的聖像均為來自西班牙全國各地的珍貴塑像，從哥倫布廣場（Plaza de Colón）佈置至西貝萊斯廣場為止，路線全長約200公尺[18]。
- 2011年8月20日（星期六）
  - 上午10:00：教宗在阿穆德納聖母主教座堂（Catedral de Santa María la Real de la Almudena de Madrid）為青年修生舉行感恩祭[19]。
  - 下午4:00——熱身活動：朝聖者抵達位於四風機場（西班牙语：Aeropuerto de Madrid-Cuatro Vientos）的閉幕會場，朝聖者前往大會方面預先劃定的區域。舞台上同時安排多種活動，有信仰見證分享、音樂表演、聖母祈禱等，為晚間的守夜祈禱作預備。
  - 下午7:40：教宗拜訪聖若瑟團體基金會（Fundación Instituto San José），該機構為天賜·聖若望醫院所創辦的殘疾人士看護中心。
  - 下午8:30：守夜祈禱，教宗抵達四風機場並親自主持朝拜聖體儀式（英语：Eucharistic adoration）[20]。
  - 下午11:00——閉幕會場過夜[c]：朝聖者在四風機場過夜，會場外圍設有多個祈禱所以供朝聖者靜默祈禱。
- 2011年8月21日（星期日）
  - 上午9:30——閉幕感恩祭：由教宗主祭，超過千名主教與神父共祭；感恩祭結束後，教宗宣布下屆世青的舉辦地。
  - 下午5:30——教宗在馬德里國際會展中心（西班牙语：Ifema）與1萬2千名世青志工會面[21]。
  - 下午6:30——教宗歡送儀式：教宗從巴拉哈斯機場搭機返回羅馬。

## 華人團體概況
馬德里世青有世界各地的華人團體共襄盛舉。下列是大中華地區的出團概況，不含自行報名者：
- 台灣：約550人，分屬12個由教區、修會、善會辦理的朝聖團[22]、大專同學會代表團[23]、與1個由台灣主教團主辦的大會團[24]。
- 香港：逾800人，分屬教區代表團、與14個由修會、善會辦理的朝聖團[25]。
- 澳門：44人，均屬教區代表團[26]。
- 中國大陸：未有準確統計數據，但許多教區均有派遣代表團，不少在西方國家留學或工作的大陸籍青年也報名參加。

馬德里世青的中文要理講授課程有普通話、廣東話兩個場地（均位於馬德里市郊），分別由台灣的鐘安住與蘇耀文主教、與香港的湯漢主教主講，教廷萬民福音部秘書長韓大輝總主教、香港教區榮休主教陳日君樞機亦與會參加。

## 朝聖者服務

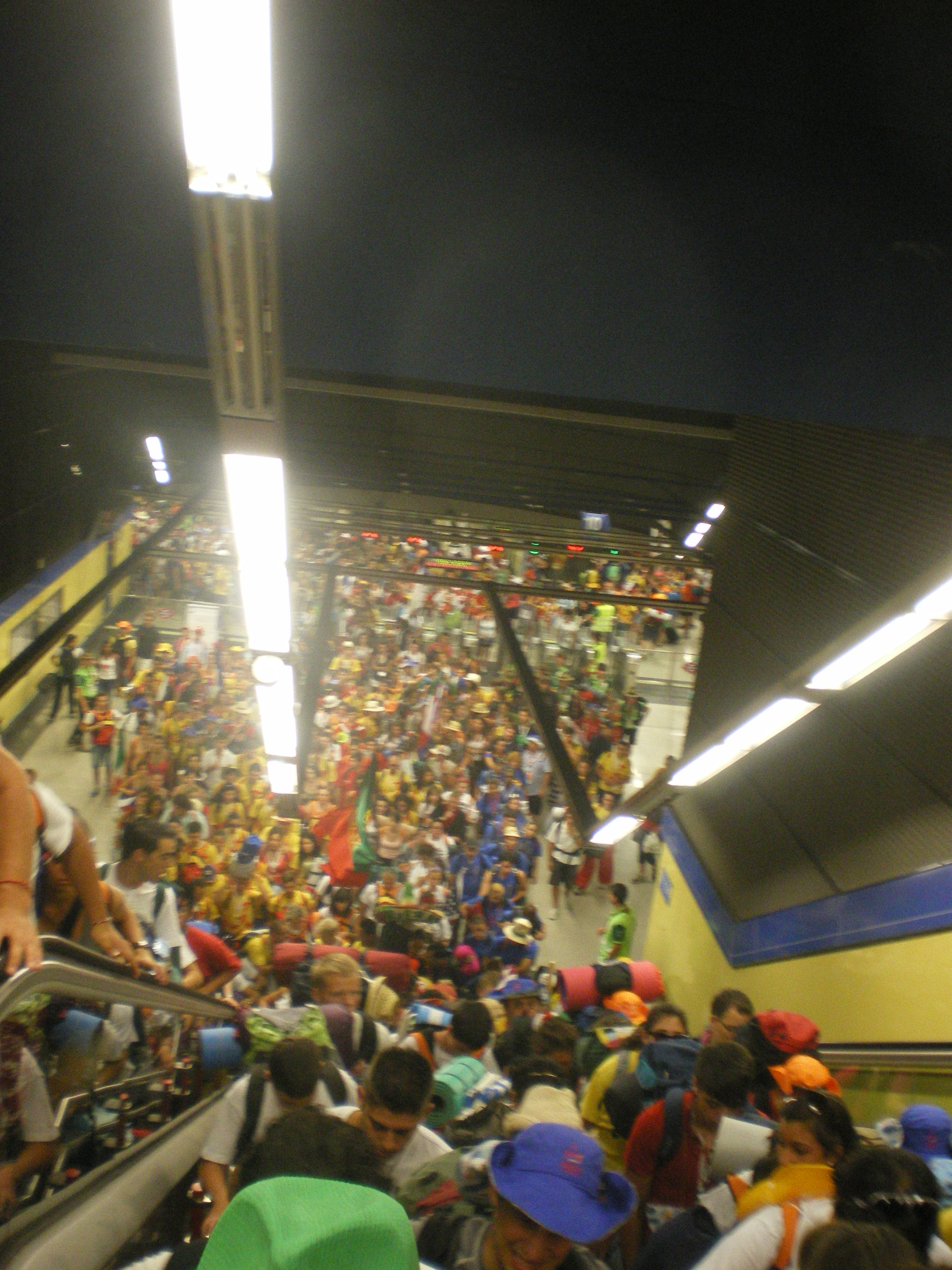
鄰近四風機場的地鐵站在8月20日湧入大批人潮，大部分均為前往世青閉幕會場的朝聖者。

世界青年日不只是個宗教活動，也是國際性的文化交流活動。馬德里世青延續以往的傳統，對朝聖者提供多項便利措施。有向世青大會報名的朝聖者，會領取到下列物品：
- 識別證：除了個人基本資料外，上面也標示出個人在閉幕會場時所在的區域代號。此外，朝聖者可在世青舉行期間，憑識別證免費參加世青的藝術活動及青年節慶、以及免費參觀馬德里市內所有的博物館與美術館[30]。
- 公眾運輸通行券：大會方面發給朝聖者一張「世青通行券」（Abono Transportes JMJ），依報名天數不同分為七日券（8月16日－8月22日）與三日券（8月20日－8月22日）兩種，朝聖者可在世青舉行期間，持通行券免費搭乘馬德里區域運輸聯盟（西班牙语：Consorcio Regional de Transportes de Madrid）旗下的大眾運輸工具，包括馬德里地鐵、馬德里輕鐵、馬德里市公車（西班牙语：Empresa Municipal de Transportes de Madrid）（機場快線除外）、馬德里近郊鐵路（西班牙语：Cercanías Madrid）等，且不限付費區（西班牙语：Municipios del Abono Transportes de Madrid）皆可搭乘[31][32]。
- 餐券本：朝聖者可在世青舉行期間，持餐券至貼有世青標誌的合作餐廳換取指定餐點。每份餐券本共有6張早餐券、14張午晚餐券[33][34]。
- 服裝組合：包括T恤、帽子、摺扇、背包與項鍊[30]。
- 手冊組合：包括《瑪竇福音》（西、葡、英、法、義、波六國語言本）、朝聖者指南手冊、禮儀與文化活動行程手冊、《青年教理本》（YouCat）、馬德里市區地圖、與馬德里地鐵路線圖[30]。

## 雜錄

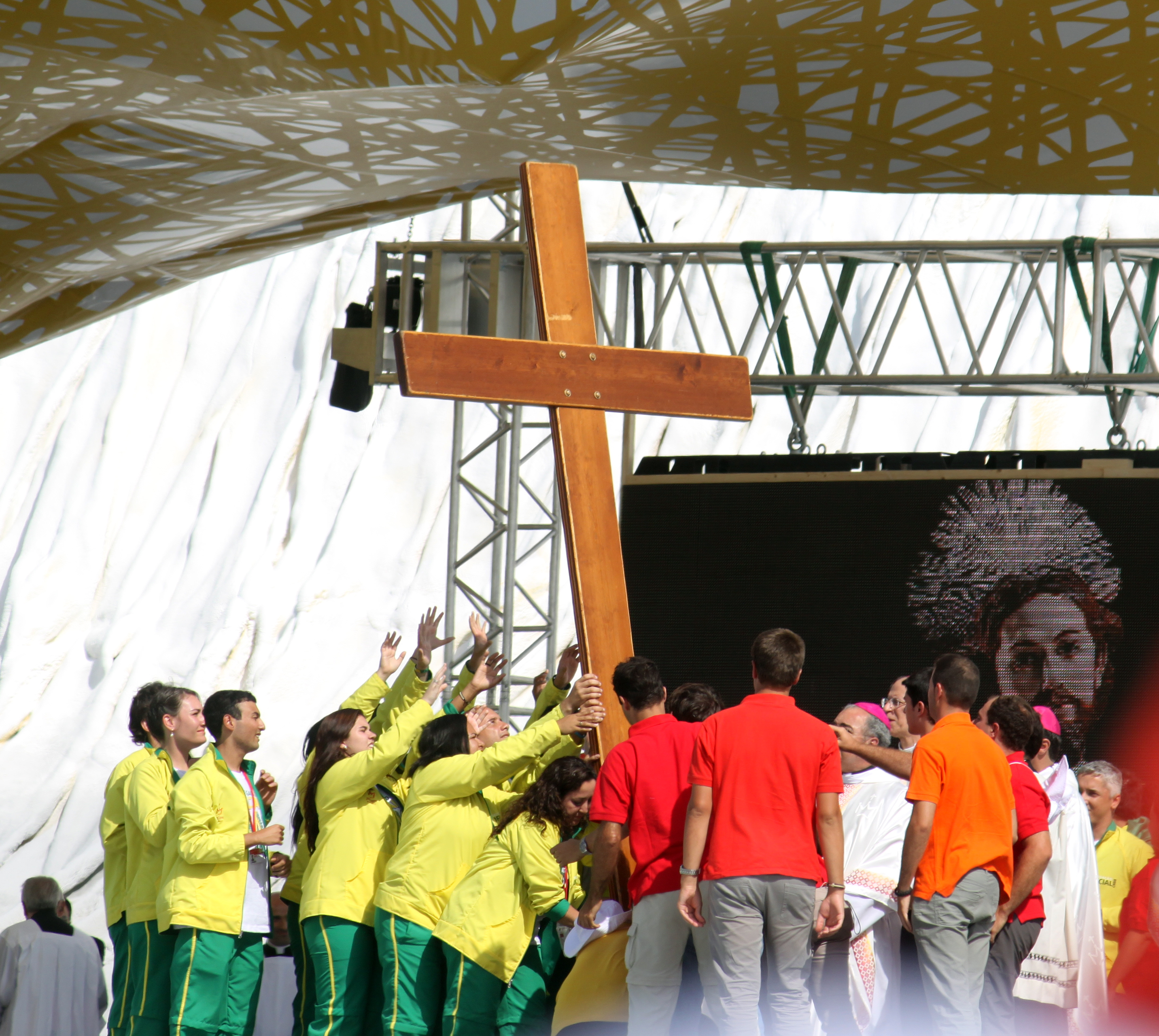
教宗宣布下次世青主辦地後，里約熱內盧总教區的代表從馬德里代表手中接下世青十字架。

- 雖然今日的西班牙是政教分離的國家，但西班牙政府編列預算資助此次馬德里世青的舉行，加上近年來西班牙財政狀況不佳（參見歐債危機），引起部分人士的不滿[35][36][36]。部分反對者因此在8月17日於馬德里市中心的太陽門廣場抗議示威，當中部分示威者與鎮暴警察發生衝突，最後有八人遭到逮捕、11人受傷[37][38]。往後的世青大會期間，馬德里仍有發生數起反對世青的街頭示威[39][40]。
- 8月21日上午的閉幕感恩祭結束後，教宗本篤十六世宣布下次世青國際級慶典（第28屆）將在巴西的里約熱內盧舉行，世青十字架也同時交接給里約熱內盧总教区的代表[41]。下次世青原定2014年舉辦，但因巴西將在該年舉辦世界盃足球賽而提前至2013年舉行。

### 引用
1. ↑  .   [2011-09-16]. （原始内容存档于2012-10-11）.
2. ↑  .   [2011-09-16]. （原始内容存档于2013-01-17）.
3. ↑  "Pope Calls for a ‘New Age’ in Final Australia Mass" （页面存档备份，存于）, The New York Times, July 20, 2008
4. ↑  隆巴爾迪神父談精采世青日與教宗的欣慰 - 梵蒂岡廣播電台[永久]
5. ↑  聖座新聞室主任隆巴爾迪神父向新聞界介紹馬德里世青日 - 梵蒂岡廣播電台[永久]
6. ↑  .   [2011-09-16]. （原始内容存档于2016-03-13）.
7. 1 2  西班牙平面媒體報導世青日週六守夜祈禱禮 - 梵蒂岡廣播電台[永久]
8. ↑  .   [2011-09-17]. （原始内容存档于2013-05-02）.
9. ↑  .   [2011-09-17]. （原始内容存档于2014-12-19）.
10. ↑  .   [2011-09-16]. （原始内容存档于2012-03-08）.
11. ↑  .   [2011-09-16]. （原始内容存档于2011-06-06）.
12. ↑  .   [2011-09-16]. （原始内容存档于2010-02-25）.
13. ↑   (PDF).   [2011-09-16]. （原始内容 (PDF)存档于2019-02-12）.
14. ↑  "Pope Benedict's Spain arrival sparks violent protests" （页面存档备份，存于）, The Christian Science Monitor, August 18, 2011
15. ↑  馬德里奇貝萊斯廣場彌撒揭開世青日序幕 - 梵蒂岡廣播電台[永久]
16. 1 2 3  教宗本篤十六世訪問馬德里，參加第26届世青日-抵達馬德里機場 - 梵蒂岡廣播電台[永久]
17. ↑  世青日週五教宗與大學青年教師會面：大學應該尋找真理 - 梵蒂岡廣播電台[永久]
18. ↑  全球青年的痛苦交托給世青日的拜苦路 - 梵蒂岡廣播電台[永久]
19. ↑  教宗本篤十六世在阿爾穆德納聖母大殿爲修生舉行彌撒感恩祭：即使受到鄙視，你們也不要膽怯 - 梵蒂岡廣播電台[永久]
20. ↑  教宗與青年一同參加在四風機場舉行的守夜祈禱 - 梵蒂岡廣播電台[永久]
21. ↑  教宗本篤十六世告別西班牙首都馬德里，感謝世青日義工提供的服務 - 梵蒂岡廣播電台[永久]
22. ↑  .   [2012-09-20]. （原始内容存档于2011-08-08）.
23. ↑  台灣大專團體途經羅馬前往馬德里參加世青日活動 - 梵蒂岡廣播電台[]
24. ↑   (PDF).   [2011年9月16日]. （原始内容存档 (PDF)于2016年3月4日）.
25. ↑  香港派出歷來最大代表團赴普世青年節 | 天亞社中文網[]
26. ↑  .   [2011-09-16]. （原始内容存档于2011-09-07）.
27. ↑  《2011年世界青年日台灣大會手冊》，台灣主教團編印
28. ↑  八百港青齊集馬德里 與各地青年交流信仰 （页面存档备份，存于） - 《公教報》
29. ↑  http://www.catholic-tc.org.tw/month%5C00297.pdf%5B%5D
30. 1 2 3 4  .   [2011-09-16]. （原始内容存档于2011-08-28）.
31. ↑  .   [2011-09-16]. （原始内容存档于2011-08-28）.
32. ↑  《馬德里地鐵與輕鐵路網圖》2011世青特別版，馬德里公眾運輸系統發行
33. ↑  .   [2011-09-16]. （原始内容存档于2011-08-28）.
34. ↑  .   [2011-09-16]. （原始内容存档于2011-08-07）.
35. ↑  . LExpress.fr. 2011-08-18  [2022-01-16]. （原始内容存档于2022-01-16） （法语）.
36. 1 2  . LEFIGARO. 2011-08-19  [2022-01-16]. （原始内容存档于2022-01-16） （法语）.
37. ↑  S, Jeff. . V&A Blog. 2014-04-16  [2022-01-16]. （原始内容存档于2022-01-16）.
38. ↑  . CBC. August 18, 2011  [2011-08-18]. （原始内容存档于2012-11-10）.
39. ↑  西班牙民眾 抗議耗巨資迎教宗 警民衝突 - 中廣新聞網 2011-08-18（收錄於中時電子報）[]
40. ↑  . Libération.   [2022-01-16]. （原始内容存档于2022-01-16） （法语）.
41. ↑  教宗主持念三鐘經活動，宣布下届世青日在巴西舉行 - 梵蒂岡廣播電台[永久]

## 外部連結
- 2011年世界青年日官方網站（西班牙文）（英文）（法文）（德文）（意大利文）（葡萄牙文）（波兰語）（俄文）（阿拉伯文）（繁體中文）（乌克兰語）（越南文）